# Pirro Antonio Ferraro

Pirro Antonio Ferraro (15?? - 16??) est un écuyer napolitain de la Renaissance qui écrivit un des premiers ouvrages sur l'art de brider, Cavallo frenato. 

## Cavallo frenato
Même s’il fut imprimé en 1602, l’ouvrage de Pirro Antonio, Cavallo fremato doit être considéré comme un traité d’équitation du XVIe siècle. Il fut publié à titre posthume par les fils de son auteur, Giovanni Battista et Bernardino, mais fut écrit par Pirro Antonio quelques décennies plus tôt. Dans la lettre de dédicace à Philippe III, les deux éditeurs rapportent que leur père alla en Espagne pour visiter le souverain, qui était alors Philippe II, pour lui montrer quelques planches de dessins représentant des brides de son invention et que le roi les apprécia tellement qu’il ordonna au cavalier napolitain de les imprimer. Il ne put réaliser cette demande car il mourut avant. 
Cet ouvrage connut une longue gestation. Plusieurs versions furent rédigées durant les vingt années précédant sa publication. Dans le prologue du premier livre, Ferraro explique qu’à partir de 1577 il fit présent de copies manuscrites de son traité à différents princes et seigneurs, tels le roi d’Espagne, le duc de Ferrare, le duc d’Urbino et le duc de Toscane. Un de ces précieux manuscrits se trouve au fonds Osuna de la Bibliothèque Nationale d’Espagne à Madrid. Son titre est Libro del Mariscalcheria. Ce manuscrit est décoré d’un magnifique frontispice allégorique à la plume et à l'encre brune, avec de l’aquarelle sur les traces de crayon noir. Il représente Mars et Athéna dans un portail architectonique, avec au centre un écusson héraldique non identifié. Le document est constitué de 66 planches, un index et deux traités manuscrits. Les planches ont un encadrement coloré au verso, les mors et les brides conçus par Ferraro figurent  au recto. Elles sont finement peintes à l’aquarelle et parfois argentées. Un cheval qui marche, dessiné au crayon noir, figure sur l’une d’elles.
En 1586, Pirro Antonio offrit la première édition imprimée à Philippe II, même si cet exemplaire ne comprenait que les dessins des brides sans texte d’accompagnement. Cet ouvrage constitue le livre le plus richement illustré sur l’équitation jamais publié en Italie jusqu’alors dont les dessins des brides ont été exécutés par Ferraro lui-même.
La 17e édition est divisée en deux parties. La première partie est constituée, avec quelques ajouts et corrections, du traité de Giovan Battista Ferraro, le père de Pirro Antonio. La seconde partie est divisée en quatre livres. Le premier fournit la description de  brides anciennes et modernes, ainsi que de nouvelles inventées par l’auteur. Le troisième et le quatrième livres se présentent sous la forme de dialogues. Dans le troisième livre, l’auteur diserte sur l’art de brider avec l’écuyer en chef du roi, Don Diego de Cordoba, tandis que dans le quatrième livre, il s'entretient avec le marquis de San’Eramo, lieutenant de son interlocuteur précédent.
Plus qu’un traité d’équitation, l’ouvrage de Ferrraro est un catalogue détaillé concernant les brides. Il met en évidence l’importance majeure attribuée à l’époque dans le choix du bon mors. En plus de ceux couramment utilisés en Italie, il présente des mors utilisés dans le passé et, par souci d’exhaustivité et pour le plaisir des lecteurs, il présente illustrations et commentaires sur des brides exotiques comme l’Espagnole, l’Arabe, la Turque ou la Polonaise. Même s’il a pleinement conscience que des auteurs ont déjà traité le sujet, son objectif est d'en fournir le catalogue le plus complet possible car, écrit-il, l’art de brider est considéré comme « la partie la plus difficile de ce métier ». Mais il a aussi parfaitement conscience que sur un sujet aussi délicat, « juste à partir de mes écrits et de mes dessins, ou ceux d’autres, personne ne peut assurément bien brider ». Le livre est destiné à apporter de l’aide et à fournir des informations éclairées aux cavaliers, afin qu'ils ne procèdent plus par essais, avec le risque de commettre des erreurs irréparables et  de blesser le cheval. Il donne le nom de chaque bride, montre son apparence et spécifie ses fonctions. Les dessins sont particulièrement importants car ils indiquent la taille et plus particulièrement les proportions de chaque élément qui compose le harnachement. Ils fournissent une information claire à ceux qui doivent les commander et à l’artisan qui doit les réaliser.
Ferraro ne diffère pas des autres auteurs ayant traité du sujet. Il note que dans le passé, des mors sévères étaient utilisés pour soumettre le cheval. Il considère ce choix comme inapproprié. Selon lui, c’est seulement quand le cheval est totalement dressé que l’on choisit le mors qui correspond à ses caractéristiques physiques afin de l’utiliser à ce pour quoi il est destiné. Lors du choix du mors, on doit garder à l’esprit que, utilisé comme aide ou comme punition, il doit avoir « le moins de fer que possible », que le mors le moins sévère doit toujours être préféré. D’autre part, il explique qu’une main dure peut causer des dommages, même si l’on utilise un mors doux. Il cite le cas d’Antonio Catamusto, fameux cavalier de sa génération, qui, selon lui, bien que montant ses chevaux avec un cannon, mors le plus doux utilisé à l’époque, les corrigeait avec de violents coups de main et des secousses qui les faisaient reculer de trois ou quatre pas ce qui les blessait souvent au niveau des barres et les décourageait, à tel point que ses montures perdaient toute volonté de travailler.
De même, Ferraro s’oppose à l’opinion de ceux qui croient que le cheval doit toujours être monté avec la même bride et qui considèrent que varier les embouchures est superflu. Il considère qu'employer différents types de mors est nécessaire pour répondre à la morphologie propre à la bouche de chaque spécimen et pour atténuer les problèmes et les altérations qui peuvent survenir tout au long de la vie du cheval.
Il fait ensuite une analyse de chacune des trois parties essentielles de la bride : les tiges, qui sont situées aux extrémités du mors, le mors qui est la partie qui se trouve dans la bouche du cheval, et la gourmette sécurisée par deux crochets passés dans les yeux du mors. Il met particulièrement l’accent sur la proportion des tiges.
L’ouvrage de Pirro Antonio Ferraro fait plus l’admiration pour la beauté de ses illustrations que pour l’intérêt technique du texte. Certains des dessins, qui présentent un enchevêtrement complexe de harnais, sont déjà de style baroque. Ceci peut s'expliquer par le fait que c’est grâce à la protection du roi d’Espagne que l’auteur et ses héritiers purent imprimer un livre aussi somptueux et dispendieux. Pendant au moins un siècle le Cavallo frenato demeura l’ouvrage de référence dans l’art de brider. Il fut réimprimé plusieurs fois et eut un succès considérable à l’étranger. Ainsi Antoine de Pluvinel fait une référence élogieuse au travail de l’écuyer napolitain « dans L’instruction du Roy en l’exercice de monter à cheval  » qui date de 1625.

Pages de Cavallo fremato, traité d’équitation du XVIe siècle
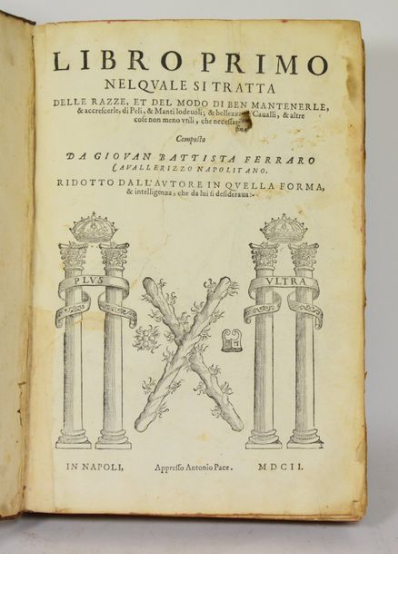
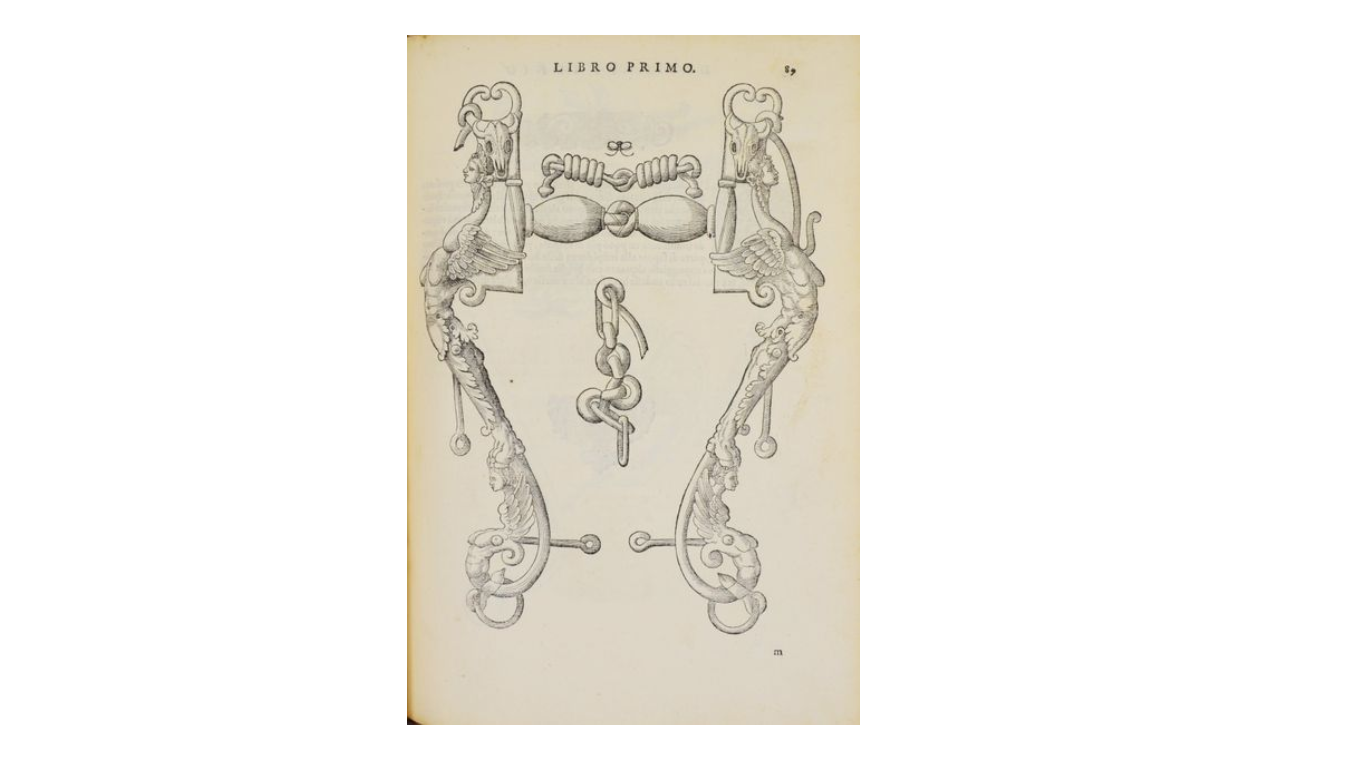
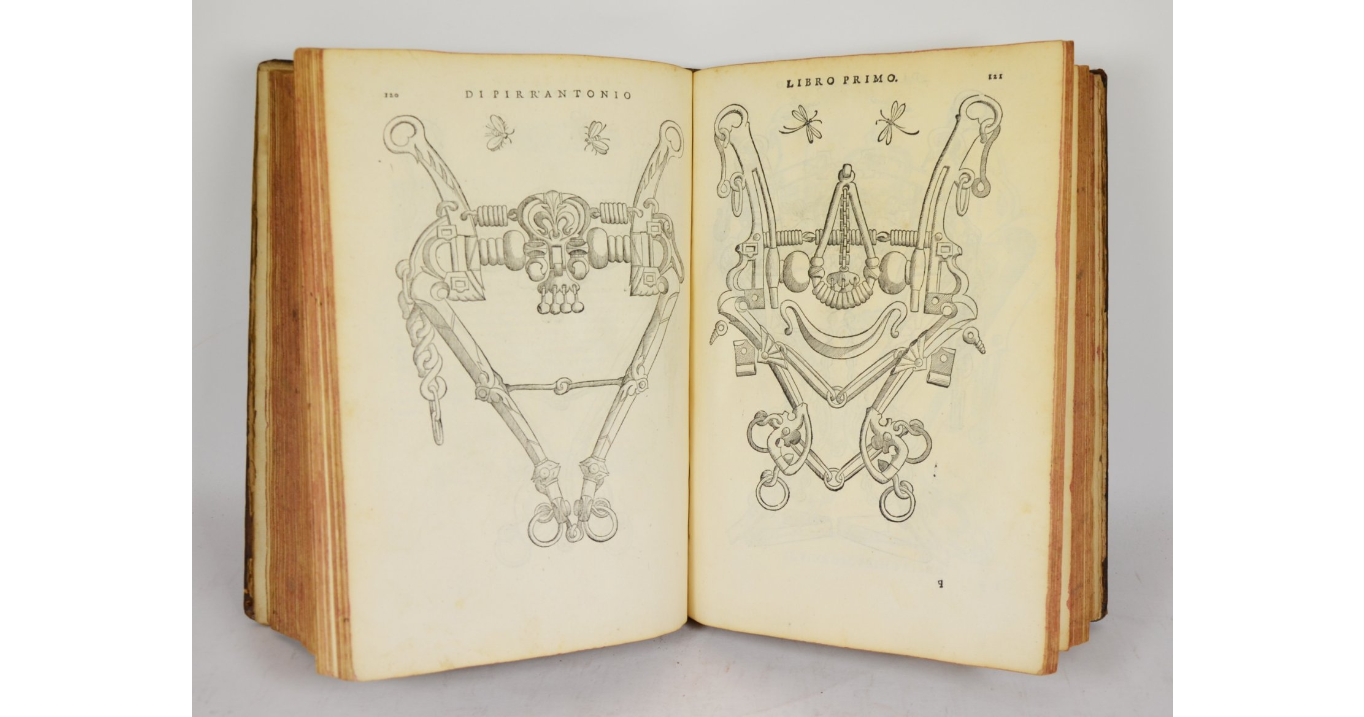